# كريستوفر كولومبوس سلوتر
كريستوفر كولومبوس سلوتر (بالإنجليزية: C.C. Slaughter)‏ هو مصرفي أمريكي، ولد في 9 فبراير 1837 في مقاطعة سابين في الولايات المتحدة، وتوفي في 25 يناير 1919 في دالاس في الولايات المتحدة.